# Écurcey
Écurcey és un municipi francès situat al departament del Doubs i a la regió de Borgonya - Franc Comtat. L'any 2007 tenia 282 habitants.

## Demografia

### Població
El 2007 la població de fet d'Écurcey era de 282 persones. Hi havia 116 famílies de les quals 24 eren unipersonals (8 homes vivint sols i 16 dones vivint soles), 44 parelles sense fills, 40 parelles amb fills i 8 famílies monoparentals amb fills.
La població ha evolucionat segons el següent gràfic:
Habitants censats

### Habitatges
El 2007 hi havia 134 habitatges, 119 eren l'habitatge principal de la família, 8 eren segones residències i 7 estaven desocupats. 125 eren cases i 9 eren apartaments. Dels 119 habitatges principals, 105 estaven ocupats pels seus propietaris, 10 estaven llogats i ocupats pels llogaters i 4 estaven cedits a títol gratuït; 1 tenia una cambra, 1 en tenia dues, 15 en tenien tres, 29 en tenien quatre i 73 en tenien cinc o més. 105 habitatges disposaven pel capbaix d'una plaça de pàrquing. A 46 habitatges hi havia un automòbil i a 65 n'hi havia dos o més.

### Piràmide de població
La piràmide de població per edats i sexe el 2009 era:
| Homes | Edats   | Dones |
| ----- | ------- | ----- |
| 0     | 95 o +  | 0     |
| 0     | 90 a 94 | 0     |
| 0     | 85 a 89 | 4     |
| 0     | 80 a 84 | 0     |
| 0     | 75 a 79 | 4     |
| 4     | 70 a 74 | 4     |
| 4     | 65 a 69 | 12    |
| 20    | 60 a 64 | 16    |
| 12    | 55 a 59 | 8     |
| 8     | 50 a 54 | 20    |
| 16    | 45 a 49 | 12    |
| 16    | 40 a 44 | 4     |
| 12    | 35 a 39 | 12    |
| 12    | 30 a 34 | 12    |
| 4     | 25 a 29 | 4     |
| 12    | 20 a 24 | 0     |
| 16    | 15 a 19 | 8     |
| 4     | 10 a 14 | 4     |
| 4     | 5 a 9   | 4     |
| 0     | 0 a 4   | 20    |

## Economia
El 2007 la població en edat de treballar era de 179 persones, 134 eren actives i 45 eren inactives. De les 134 persones actives 127 estaven ocupades (65 homes i 62 dones) i 7 estaven aturades (2 homes i 5 dones). De les 45 persones inactives 22 estaven jubilades, 15 estaven estudiant i 8 estaven classificades com a «altres inactius».

### Ingressos
El 2009 a Écurcey hi havia 125 unitats fiscals que integraven 300,5 persones, la mediana anual d'ingressos fiscals per persona era de 19.404 €.

### Activitats econòmiques
Els 2 establiments que hi havia el 2007 eren d'entitats de l'administració pública.
L'any 2000 a Écurcey hi havia 8 explotacions agrícoles.

## Poblacions més properes
El següent diagrama mostra les poblacions més properes.